# Ærøya
Ærøya est une île norvégienne du comté de Vestland appartenant administrativement à Bømlo.

## Description
Rocheuse et désertique, elle s'étend sur environ 248 m de longueur pour une largeur approximative de 214 m.